# Craig Muni
Craig Douglas Muni (* 19. Juli 1962 in Toronto, Ontario) ist ein ehemaliger kanadischer Eishockeyspieler und -scout sowie derzeitiger -trainer, der im Verlauf seiner aktiven Karriere zwischen 1979 und 1998 unter anderem 832 Spiele für die Toronto Maple Leafs, Edmonton Oilers, Chicago Blackhawks, Buffalo Sabres, Winnipeg Jets, Pittsburgh Penguins und Dallas Stars in der National Hockey League auf der Position des Verteidigers bestritten hat. Muni gewann während seiner 16 Spielzeiten in der NHL insgesamt dreimal den Stanley Cup – in den Jahren 1987, 1988 und 1990 allesamt mit den Edmonton Oilers. Zwischen 2016 und 2018 betreute er gemeinsam mit Ric Seiling als Cheftrainer die Buffalo Beauts aus der National Women’s Hockey League, mit denen er 2017 den Isobel Cup errang.

## Karriere
Craig Muni begann seine Karriere als Eishockeyspieler bei den Kingston Canadians, für die er von 1979 bis 1981 in der Ontario Major Junior Hockey League bzw. Ontario Hockey League spielte. In dieser Zeit wurde er im NHL Entry Draft 1980 in der zweiten Runde als insgesamt 25. Spieler von den Toronto Maple Leafs ausgewählt. Zunächst spielte Muni jedoch bis 1982 für die Windsor Spitfires in der OHL. In den Playoffs der American Hockey League der Spielzeit 1980/81 spielte der Verteidiger erstmals im professionellen Eishockey, als er zwei Mal für die New Brunswick Hawks auf dem Eis stand. Sein Debüt in der National Hockey League für die Maple Leafs gab Muni in der Saison 1981/82. 
Am 18. August 1986 erhielt Muni als Free Agent einen Vertrag bei den Edmonton Oilers, mit denen er in den Jahren 1987, 1988 und 1990 innerhalb von vier Jahren dreimal den prestigeträchtigen Stanley Cup gewann. Nach sieben erfolgreichen Jahren wurde der Kanadier im März 1993 im Tausch für Mike Hudson an die Chicago Blackhawks abgegeben, die ihn allerdings bereits nach sieben Monaten an die Buffalo Sabres weiter transferierten. Bis zu seinem Karriereende nach der Saison 1997/98 spielte Muni noch jeweils kurzfristig für die Winnipeg Jets, Pittsburgh Penguins und Dallas Stars.
Anschließend war der Ex-Spieler zwischen 1999 und 2002 als Scout für die Tampa Bay Lightning in der NHL tätig. Zur Saison 2016/17 übernahm Muni schließlich gemeinsam mit Ric Seiling den Cheftrainerposten der Buffalo Beauts aus der National Women’s Hockey League, mit denen er auf Anhieb den Isobel Cup gewann. Im Folgejahr trat er hinter Seiling in die Rolle des Assistenztrainers zurück, ehe beide nach der Saison 2017/18 den Klub verließen.

## Erfolge und Auszeichnungen
- 1987 Stanley-Cup-Gewinn mit den Edmonton Oilers
- 1988 Stanley-Cup-Gewinn mit den Edmonton Oilers
- 1990 Stanley-Cup-Gewinn mit den Edmonton Oilers
- 2017 Isobel-Cup-Gewinn mit den Buffalo Beauts (als Cheftrainer)

## Karrierestatistik
(Legende zur Spielerstatistik: Sp oder GP = absolvierte Spiele; T oder G = erzielte Tore; V oder A = erzielte Assists; Pkt oder Pts = erzielte Scorerpunkte; SM oder PIM = erhaltene Strafminuten; +/− = Plus/Minus-Bilanz; PP = erzielte Überzahltore; SH = erzielte Unterzahltore; GW = erzielte Siegtore; 1 Play-downs/Relegation; Kursiv: Statistik nicht vollständig)